# Theodor Wulf
Theodor Wulf (28 de julio de 1868 - 19 de junio de 1946) fue un sacerdote jesuita y físico alemán, uno de los primeros experimentadores en detectar la presencia de los rayos cósmicos en la radiación atmosférica.

## Semblanza
Theodor Wulf se ordenó como sacerdote jesuita a la edad de 20, antes de estudiar física con Walther Nernst en la Universidad de Göttingen, convirtiéndose en profesor de esta materia en la universidad jesuita de Valkenburg desde 1904 a 1914 y desde 1918 a 1935. Diseñó y construyó un electrómetro que podía detectar la presencia de partículas energéticas (u ondas electromagnéticas). Detectó fuentes de radiación natural en la Tierra con su electrómetro, pronosticando que si se alejaba lo suficiente de estas fuentes detectaría menos radiación.
Para probar su hipótesis, en 1910 comparó la radiación en la parte inferior y en la parte superior de la Torre Eiffel, encontrando que la ionización cayó de 6 a 3,5 iones por cm³ cuando ascendió a la Torre Eiffel (330m). Si la ionización se debiera a los rayos γ originados en la superficie de la Tierra, la intensidad de iones tendría que haberse reducido tan solo a la mitad a los 80 m de altura. La energía de los rayos detectada por su dispositivo provenía de fuera de la atmósfera: esta radiación eran los rayos cósmicos. Publicó un artículo en Physikalische Zeitschrift detallando los resultados de sus cuatro días de observación en la Torre Eiffel. Sus resultados no fueron inicialmente aceptados.
Su libro de texto de física y Los sillares del universo material fueron traducidos al español por Eduardo Alcobé y Arenas.

## Publicaciones
- Über den Einfluss des Druckes auf die elektromotorische Kraft der Gaselektroden, Physikalische Zeitschrift
- Einsteins Relativitätstheorie, Innsbruck 1921
- Lehrbuch der Physik, Freiburg 1926 (traducido al español como Física)
- Elektrostatische Versuche mit Anwendung des Universalelektroskops, Berlin 1928
- Die Schwingungsbewegung, Münster 1931
- Die Faden-Elektrometer, Berlin 1933
- Die Bausteine der Körperwelt. Eine Einführung in die Atomphysik, Berlin 1935 (traducido al español como Los sillares del universo material)